# 檜沢村 (福島県)
檜沢村（ひさわむら）は福島県南会津郡にかつて存在した村である。

## 地理
現在の南会津町の中部、旧田島町の北西部に位置する。
村域は帝釈山脈に位置し、山がちな地形が多い。
村内には阿賀川の支流、檜沢川が流れる。

## 歴史
村名は、村内を流れる檜沢川に由来する。

### 村域の変遷
- 1889年（明治22年）4月1日 - 町村制施行により、高野村・塩江村・福米沢村・金井沢村・静川村・針生村が合併し南会津郡檜沢村が発足。
- 1955年（昭和30年）4月1日 - 旧田島町・荒海村との合併により田島町が発足。檜沢村は消滅。

変遷表
| 1868年 以前 | 1868年 以前 | 明治10年 | 明治22年 4月1日 | 昭和30年 4月1日 | 平成18年 3月20日 | 現在     |
| ----------- | ----------- | -------- | --------------- | --------------- | ---------------- | -------- |
|             | 高野村      | 高野村   | 檜沢村          | 田島町          | 南会津町         | 南会津町 |
|             | 上塩沢村    | 塩江村   | 檜沢村          | 田島町          | 南会津町         | 南会津町 |
|             | 下塩沢村    | 塩江村   | 檜沢村          | 田島町          | 南会津町         | 南会津町 |
|             | 福米沢村    |          | 檜沢村          | 田島町          | 南会津町         | 南会津町 |
|             | 金井沢村    |          | 檜沢村          | 田島町          | 南会津町         | 南会津町 |
|             | 大豆渡村    | 静川村   | 檜沢村          | 田島町          | 南会津町         | 南会津町 |
|             | 黒沢新田村  | 静川村   | 檜沢村          | 田島町          | 南会津町         | 南会津町 |
|             | 針生村      |          | 檜沢村          | 田島町          | 南会津町         | 南会津町 |

## 大字
- 高野（こうや）
- 塩江（しおえ）
- 福米沢（ふくめざわ）
- 金井沢（かないざわ）
- 静川（しずかわ）
- 針生（はりう）

## 人口・世帯

### 人口
総数 [単位： 人]
| 1889年（明治22年） | 2,202 |
| 1920年（大正 9年） | 2,934 |
| 1947年（昭和22年） | 4,016 |
| 1954年（昭和29年） | 4,101 |

### 世帯
総数 [単位： 世帯]
| 1920年（大正 9年） | 536 |
| 1947年（昭和22年） | 686 |
| 1954年（昭和29年） | 677 |